# エムシアン
| 累代        | 代     | 紀           | 基底年代 Mya |
| ----------- | ------ | ------------ | ------------ |
| 顕生代      | 新生代 | 第四紀       | 2.58         |
| 顕生代      | 新生代 | 新第三紀     | 23.03        |
| 顕生代      | 新生代 | 古第三紀     | 66           |
| 顕生代      | 中生代 | 白亜紀       | 145          |
| 顕生代      | 中生代 | ジュラ紀     | 201.3        |
| 顕生代      | 中生代 | 三畳紀       | 251.902      |
| 顕生代      | 古生代 | ペルム紀     | 298.9        |
| 顕生代      | 古生代 | 石炭紀       | 358.9        |
| 顕生代      | 古生代 | デボン紀     | 419.2        |
| 顕生代      | 古生代 | シルル紀     | 443.8        |
| 顕生代      | 古生代 | オルドビス紀 | 485.4        |
| 顕生代      | 古生代 | カンブリア紀 | 541          |
| 原生代      | 原生代 | 原生代       | 2500         |
| 太古代      | 太古代 | 太古代       | 4000         |
| 冥王代      | 冥王代 | 冥王代       | 4600         |
| 1. 2. 3. 4. |        |              |              |

エムシアン（英: Emsian）は、国際層序委員会によって定められた地質学用語である、地質時代名の一つ。4億760万年前（誤差260万年）から3億9330万年前（誤差120万年）にあたる、前期デボン紀を三分した後期である。前の期は前期デボン紀中期プラギアン、続く期は中期デボン紀を二分した前期アイフェリアン。日本語ではエムス期とも呼ばれ、ドイツのエムス川にちなんで命名されている。

## 生物
プラギアン期に初めて出現した、知られている中では最古のアンモナイト亜綱アゴニアタイト目のうち、複数の科がエムシアン期で本格的に姿を現わし始めた。チェコの首都プラハ付近では、エムシアン階にあたるZlichovian階とその前のプラギアン階の境界が確認できる。境界はアネトセラス動物相の上部・Gyroceratites gracilis の初出現・ Polygnathus laticostatus-inversus ゾーンの下限に近い。
オーストラリアのニューサウスウェールズ州に分布するニューイングランド褶曲帯のデボン系Tamworth層群 Silver Gully 累層はコノドント化石から最下部と下部がそれぞれ後期エムシアンのserotinus帯とpatulus帯に位置付けられている。また、主に日本の四国に分布する黒瀬川帯も Trilonche(?) sp. A. 帯 と Glanta fragilis 帯および Protoholoeciscus hindea 帯が前者は下部 - 中部エムシアン、後者2帯が中部 - 上部エムシアンに位置付けられている。Tri(?) sp. A. 帯の末には放散虫群集の大規模な入れ替わりが示されており、同じくエムシアンの中頃にはゴニアタイトや腕足動物の大きな移り変わりが起きている。Daleje事件と呼ばれるこの生物相の変遷は、浅海域の大型底生動物から世界中の動物プランクトンまで影響を及ぼした大規模な出来事であったことが示唆されている。

## 日本において
高知県高知市に位置する鴻ノ森地域の酸性凝灰岩層からはエムシアンから後期シルル紀のプリドリ世まで遡ることのできる放散虫化石群集が得られている。おそらくプラギアン階からエムシアン階とされる範囲では、3枚の葉片で構成された主棘を有するEntactiniidae科放散虫と、lamellar patagiumを有するCeratoikiscidae科放散虫が広く分布していたことが示されている。
岩手県大船渡市日頃市地域に分布する南部北上帯の大野層の珪長質凝灰岩からは、黒瀬川帯の Tlecerina - Glanta群集と対比される放散虫化石群集が産出し、ロッコヴィアン階あるいはプラギアン階からエムシアン階に対比されている。
梅田らはTrilonche sp. A 群集をオーストラリア東部のコノドント産出層準における放散虫化石と対比し、年代を前期から中期エムシアンとした。福井県の子馬巣谷・伊勢川上流・此木谷右岸・大洞谷に分布する飛騨外縁帯の子馬巣谷層の上部からは Trilonche sp. A 群集の上部に相当する放散虫化石が得られている。栗原敏之はこの群集の生存期間をロッコヴィアンまで拡張できると指摘したものの、デボン紀最前期の放散虫年代には不確かな面も多い都市、子馬巣谷層上部を同じく前期から中期エムシアンと推論した。
従来はオルドビス系とされていた岐阜県旧上宝村の吉城層もまた、放散虫化石群集に基づいて上部シルル系プリドリ統からエムシアン階と考えられると指摘された。同じく上宝村の福地層もプラギアン階からエムシアン階に相当し、胸棘目に分類されるRomndina属の板皮類化石が産出している。1992年に2つの標本が、2001年にそこから700メートル南西の位置に1つの標本が報告されており、今後も同地域や日本国内のほか地域からの板皮類化石の産出が期待されている。